# Сравнительный метод
Сравни́тельный ме́тод — метод сопоставления двух и более объектов (явлений, идей, результатов исследований), выделение в них общего и различного с целью классификации и типологии.

## Общие понятия
Сравнительный метод, как универсально применяемый, относят к общенаучным методам исследований. По своему функциональному назначению и способам использования является эмпирическим. На практике различают ряд его форм. Например, сравнительно-сопоставительный метод, выявляющий природу разнородных объектов; сравнительно-историко-типологический, раскрывающий сходство не связанных по своему происхождению явлений одинаковыми условиями генезиса и развития; сравнительно-историко-генетический, показывающий сходство явлений как результат их родства по происхождению; сравнение, фиксирующее взаимовлияния различных объектов и явлений.
В прикладных исследованиях сравнительный метод используют в качестве основного при классификации, типологии, оценке, генерализации. Он позволяет разделить общие и отличительные признаки и свойства изучаемых объектов и процессов их развития.
Успешное применение сравнительного метода подразумевает унификацию приёмов наблюдения, включая стандартизацию исходных данных и получаемых результатов.

### Недостатки
Недостатком сравнительного метода является неспособность в ходе его использования управлять истинно «независимыми» переменными исследуемого объекта при возможном влиянии, неизвестными способами, этих переменных на значимые показатели, в которых предполагают прямую причинную или сопутствующую связь.

## Некоторые примеры использования сравнительного метода
Широкое применение сравнительного метода в научных исследованиях иллюстрируют перечнем основанных на нём дисциплин. Сюда, в частности, относят:
- Сравнительная анатомия — биологическая дисциплина, изучающая общие закономерности строения и развития органов и их систем
- Сравнительное богословие — часть богословия, занимающаяся критическим исследованием отступлений в вероучении и нравоучении инославных христианских обществ от времён завершения Вселенских соборов
- Сравнительно-историческое языкознание — область лингвистики, посвящённая родству языков, понимаемому историко-генетически, то есть, как факт происхождения от общего праязыка
- Сравнительное литературоведение — раздел истории литературы, изучающий международные литературные связи и отношения, сходство и различия между литературно-художественными явлениями в разных странах
- Сравнительная мифология — термин, введённый Максом Мюллером для обозначения науки, занимающейся сравнительным изучением мифических рассказов, а в связи с ними и религиозных представлений различных народов
- Сравнительная политология — дисциплина занимающаяся изучением политики путём сравнения и сопоставления однотипных политических явлений в различных политических системах
- Сравнительное правоведение — раздел правоведения, изучающий правовые системы различных государств путём сопоставления одноимённых государственных и правовых институтов, их основных принципов и категорий
- Сравнительная психология — раздел психологии, занимающийся эволюцией психики
- Сравнительное религиоведение — дисциплина изучающая религии с целью выявления их общих форм, типов, морфологии феноменов, универсальных взаимосвязей, правил и законов
- Сравнительное уголовное право — раздел правоведения, изучающий уголовно-правовые системы различных государств путём сопоставления одноимённых институтов уголовного права, их основных принципов и категорий, изучения их истории и закономерностей развития
- Сравнительная философия — область историко-философских и философских исследований, сравнительное изучение философских традиций Запада, Востока, Латинской Америки, Африки, включающее изучение философских школ, учений, систем, категориального аппарата и отдельных понятий